# Copa América de Futsal de 2022
A Copa América de Futsal de 2022 foi a 13ª edição do torneio de seleções de futsal da América do Sul, desde que esse é regido pela FIFA. Foi disputada na cidade de Assunção, no Paraguai. O torneio é organizado pela CONMEBOL e acontece entre 29 de janeiro e 6 de fevereiro de 2022.
Essa edição marca o retorno da Copa América de Futsal que não era disputada desde 2017, já que a edição de 2019 foi cancelada por conta dos protestos ocorridos no Chile, e não houve possibilidade de retorno por conta da Pandemia de COVID-19, sendo que em 2020, ocorreu um torneio eliminatório para determinar as seleções que participariam da Copa do Mundo de Futsal de 2021. 
O torneio estava previsto para realizar-se incialmente no Rio de Janeiro, porém em 4 de janeiro de 2022 confirmou-se que a sede foi transferida para Assunção, no Paraguai, por conta da Pandemia de COVID-19 no Brasil. Todas as partidas são realizadas na SND Arena.

## Formato
O formato do torneio foi o seguinte: as dez seleções participantes serão divididos em 2 grupos e se enfrentam através do sistema de todos contra todos e um turno único, onde cada seleção joga 4 partidas respectivamente. Os dois primeiros de cada grupo avançam para as semifinais, jogando através do chaveamento "(1ºA x 2ºB; 1ºB v 2ºA)". Os perdedores das semifinais se enfrentam numa disputa pelo terceiro lugar, enquanto os vencedores jogam a final.

## Equipes participantes
As seleções participantes são os 10 membros da CONMEBOL. Em 20 de dezembro de 2021, foram definidos os grupos da primeira fase.
| Seleções qualificadas | Seleções qualificadas |
| --------------------- | --------------------- |
| Argentina             | Bolívia               |
| Brasil                | Chile                 |
| Colômbia              | Equador               |
| Paraguai              | Peru                  |
| Uruguai               | Venezuela             |

## Primeira Fase
Todos os jogos estão no Horário de Assunção

### Grupo A
Rodada 1
| 29 de janeiro | Chile | 1—3 | Colômbia | SND Arena, Assunção |
| 13:00         |       |     |          |                     |

| 29 de janeiro | Brasil | 5—1 | Equador | SND Arena, Assunção |
| 17:00         |        |     |         |                     |

Rodada 2
| 30 de janeiro | Equador | 4—2 | Chile | SND Arena, Assunção |
| 11:00         |         |     |       |                     |

| 30 de janeiro | Uruguai | 0—4 | Colômbia | SND Arena, Assunção |
| 17:00         |         |     |          |                     |

Rodada 3
| 31 de janeiro | Equador | 0—6 | Uruguai | SND Arena, Assunção |
| 11:00         |         |     |         |                     |

| 31 de janeiro | Chile | 2—4 | Brasil | SND Arena, Assunção |
| 15:00         |       |     |        |                     |

Rodada 4
| 2 de fevereiro | Uruguai | 2—0 | Chile | SND Arena, Assunção |
| 11:00          |         |     |       |                     |

| 2 de fevereiro | Colômbia | 0—3 | Brasil | SND Arena, Assunção |
| 15:00          |          |     |        |                     |

Rodada 5
| 3 de fevereiro | Colômbia | 5—3 | Equador | SND Arena, Assunção |
| 13:00          |          |     |         |                     |

| 3 de fevereiro | Brasil | 2—0 | Uruguai | SND Arena, Assunção |
| 17:00          |        |     |         |                     |

### Grupo B
Rodada 1
| 29 de janeiro | Peru | 2—3 | Venezuela | SND Arena, Assunção |
| 11:00         |      |     |           |                     |

| 29 de janeiro | Argentina | 2—1 | Bolívia | SND Arena, Assunção |
| 15:00         |           |     |         |                     |

Rodada 2
| 30 de janeiro | Bolívia | 4—3 | Peru | SND Arena, Assunção |
| 13:00         |         |     |      |                     |

| 30 de janeiro | Paraguai | 4—3 | Venezuela | SND Arena, Assunção |
| 17:00         |          |     |           |                     |

Rodada 3
| 31 de janeiro | Bolívia | 0—4 | Paraguai | SND Arena, Assunção |
| 13:00         |         |     |          |                     |

| 31 de janeiro | Peru | 1—4 | Argentina | SND Arena, Assunção |
| 17:00         |      |     |           |                     |

Rodada 4
| 2 de fevereiro | Paraguai | 5—1 | Peru | SND Arena, Assunção |
| 13:00          |          |     |      |                     |

| 2 de fevereiro | Venezuela | 1—3 | Argentina | SND Arena, Assunção |
| 17:00          |           |     |           |                     |

Rodada 5
| 3 de fevereiro | Venezuela | 3—1 | Bolívia | SND Arena, Assunção |
| 11:00          |           |     |         |                     |

| 3 de fevereiro | Argentina | 3—3 | Paraguai | SND Arena, Assunção |
| 15:00          |           |     |          |                     |

## Fase final
|  | Semifinais                 | Semifinais                 |   |                            | Final                      | Final |  |
|  |                            |                            |   |                            |                            |       |  |
|  | 5 de fevereiro – SND Arena |                            |   |                            |                            |       |  |
|  | Brasil                     | 3 (1)                      |   |                            |                            |       |  |
|  | Argentina                  | 3 (2)                      |   |                            |                            |       |  |
|  |                            |                            |   |                            |                            |       |  |
|  |                            |                            |   |                            | 6 de fevereiro – SND Arena |       |  |
|  |                            |                            |   |                            | Argentina                  | 1     |  |
|  |                            | Paraguai                   | 0 |                            |                            |       |  |
|  |                            |                            |   |                            |                            |       |  |
|  |                            |                            |   |                            |                            |       |  |
|  |                            |                            |   |                            | Terceiro lugar             |       |  |
|  | 5 de fevereiro – SND Arena | 5 de fevereiro – SND Arena |   | 6 de fevereiro – SND Arena | 6 de fevereiro – SND Arena |       |  |
|  | Paraguai                   | 4                          |   | Brasil                     | 3                          |       |  |
|  | Colômbia                   | 2                          |   |                            | Colômbia                   | 0     |  |

### 9º Lugar
| 5 de fevereiro | Chile | 2—3 | Peru | SND Arena, Assunção |
| 11:00          |       |     |      |                     |

### 7º Lugar
| 5 de fevereiro | Bolívia | 2—2 (pro) | Equador | SND Arena, Assunção |
| 13:15          |         |           |         |                     |

|  |       | Penalidades |
|  | 7 – 6 |             |

### 5º Lugar
| 6 de fevereiro | Uruguai | 1—1 (pro) | Venezuela | SND Arena, Assunção |
| 11:45          |         |           |           |                     |

|  |       | Penalidades |
|  | 7 – 6 |             |

### Semifinais
| 5 de fevereiro | Brasil | 2—2 (pro) | Argentina | SND Arena, Assunção |
| 18:30          |        |           |           |                     |

|  |       | Penalidades |
|  | 1 – 2 |             |

| 5 de fevereiro | Paraguai | 4—2 | Colômbia | SND Arena, Assunção |
| 15:30          |          |     |          |                     |

### Terceiro lugar
| 6 de fevereiro | Brasil | 3—0 | Colômbia | SND Arena, Assunção |
| 14:00          |        |     |          |                     |

### Final
| 6 de fevereiro | Argentina | 1—0 | Paraguai | SND Arena, Assunção |
| 17:00          |           |     |          |                     |

- Resultados[4]

## Premiações
| Copa América de Futsal de 2022 |
| Argentina                      |
| ------------------------------ |
| Argentina Campeã (3.º título)  |